# Rwanda i olympiska sommarspelen 2020
Rwanda deltog med en trupp på fem idrottare vid de olympiska sommarspelen 2020 i Tokyo som hölls mellan den 23 juli och 8 augusti 2021 efter att ha blivit framflyttad ett år på grund av coronaviruspandemin. Det var 10:e sommar-OS som Rwanda deltog vid. Ingen av landets deltagare erövrade någon medalj.

## Cykling

### Landsväg
| Idrottare     | Gren                | Tid             | Placering       |
| ------------- | ------------------- | --------------- | --------------- |
| Moise Mugisha | Herrarnas linjelopp | Fullföljde inte | Fullföljde inte |

## Friidrott
Förkortningar
- Notera– Placeringar avser endast det specifika heatet.
- Q = Tog sig vidare till nästa omgång
- q = Tog sig vidare till nästa omgång som den snabbaste förloraren eller, i teknikgrenarna, genom placering utan att nå kvalgränsen
- i.u. = Omgången fanns inte i grenen
- Bye = Idrottaren behövde inte tävla i omgången

Gång- och löpgrenar
| Idrottare        | Gren              | Heat          | Heat      | Final            | Final            |
| Idrottare        | Gren              | Resultat      | Placering | Resultat         | Placering        |
| ---------------- | ----------------- | ------------- | --------- | ---------------- | ---------------- |
| John Hakizimana  | Herrarnas maraton | i.u.          | i.u.      | DNF              | -                |
| Marthe Yankurije | Damernas 5 000 m  | 15.55,94 0SB0 | 17        | Gick inte vidare | Gick inte vidare |

## Simning
| Simmare            | Gren                  | Heat  | Heat      | Semifinal        | Semifinal        | Final            | Final            |
| Simmare            | Gren                  | Tid   | Placering | Tid              | Placering        | Tid              | Placering        |
| ------------------ | --------------------- | ----- | --------- | ---------------- | ---------------- | ---------------- | ---------------- |
| Eloi Imaniraguha   | Herrarnas 50 m frisim | 25,38 | 55        | Gick inte vidare | Gick inte vidare | Gick inte vidare | Gick inte vidare |
| Alphonsine Agahozo | Damernas 50 m frisim  | 30,50 | 72        | Gick inte vidare | Gick inte vidare | Gick inte vidare | Gick inte vidare |